# Linux for PlayStation 2
Linux for PlayStation 2, também chamado de PS2 Linux na sua versão beta, é um kit disponibilizado para PlayStation 2 pela Sony Computer Entertainment em 2002, contendo um disco rígido de 40GB, teclado, mouse, adaptador VGA, adaptador de rede (ethernet) e uma distribuição GNU/Linux. Tentando assim transformar o PlayStation 2 num computador rodando em cima de um  software livre. Foi lançado no Japão e nos Estados Unidos, mas posteriormente foi retirado do mercado nos EUA por falta de vendas.

## Compatibilidade dos modelos
Apenas o modelo SCPH-30000 do PlayStation 2 é compatível oficialmente com o kit.
Os modelos da série SCPH-50000 somente funcionam com um driver de Ethernet atualizado, que deve ser transferido para o disco rígido do Playstation 2 por meio de um modelo mais antigo de PS2, ou um computador com Linux que tenha uma porta IDE livre para conectar o disco rígido temporariamente. Ambos os métodos envolvem a troca de discos rígidos; e o segundo envolve abrir o gabinete de PC.

Outro detalhe é que os DVDs de instalação do Linux são codificados por região, como todos os jogos do PlayStation 2. Discos americanos, japoneses e europeus só funcionam em consoles das respectivas regiões. No entanto era possível contornar essa restrição usando um bom chip de destravamento que tenha AutoBoot e Descodificação de Região. Os chips que mais apresentaram resultado foram: Matrix Infinity ORIGINAL 1.93 e Thunder Pro II Gold ORIGINAL. [carece de fontes?]

## Composição do PS2 Linux Kit
PS2 Linux kit foi disponibilizado por um tempo no website do PlayStation, e custava $199. Era composto por:
- 1 disco rígido de 40GB ou superior (proprietário)
- 1 teclado USB preto
- 1 mouse USB com scroll-wheel
- 1 adaptador VGA com saídas para áudio (esquerdo e direito)
- 1 interface de rede 10/100
- 2 DVD's contendo software de instalação
- 1 manual de instruções

Equipamentos necessários mas que não são incluídos no Kit:
- 2 cartões de memória de 8MB para PS2 (como recomendado pelo manual)
  - Um como cartão de boot
  - Outro como cartão de backup do boot
    - Se você não tem NENHUM save no MemoryCard apenas um é necessário.
- 1 monitor que suporte a função Sync-on-Green

## Sobre o processo de instalação
Com todo o equipamento necessário, o processo de instalação era relativamente simples. O tempo total de instalação durava, em média, de 20 minutos a 1 hora, dependendo das configurações de software escolhidas.
Uma vez concluída a instalação, pode-se iniciar a interface gráfica (X Window). O início requer que se tenha um cartão de memória PS2 de 8MB conectado na porta 1, mouse, teclado, monitor (ou aparelho de TV, se seguiu-se a instalação cega documentada no site da comunidade do PS2 Linux) e o PS2 Runtime DVD (disco 1) no drive).
Se o cartão de memória contendo o boot for trocado por um outro convecional com salvamentos de jogos, ainda será possível iniciar um jogo PS2 sem remover o disco rígido e a placa de rede.

### A dificuldade de uso com monitores de vídeo convencionais
Achar monitores que suportem Sync-on-Green pode ser difícil. Todos os monitores de vídeo suportam entrada VGA, mas nem todos possuem SoG.
O PS2 Linux Community Website mantém um banco de dados com uma lista de monitores suportados. Os membros do site podem declarar ali se os monitores que eles testaram funcionaram ou não. São fornecidos o modelo, o fabricante, e se há algo especial a se ter ou fazer para que o equipamento funcione (exemplo: dar boot no PS2 antes de ligar o monitor).
Uma saída criativa inventada pela comunidade foi documentar uma maneira de instalar cegamente, ou seja, sem um monitor. Isto para o caso de não se ter um monitor mas se poder eventualmente ter coisas trabalhando com seu televisor.